# Monika Cvernová
Monika Cvernová (* 30. Juli 1990) ist eine tschechische Fußballspielerin und ehemalige A-Nationalspielerin.

## Karriere

### Vereine
Cvernová spielte im Seniorinnenbereich ausschließlich für den in Uherské Hradiště ansässigen 1. FC Slovácko in der I. liga žen, der höchsten Spielklasse im tschechischen Frauenfußball. Mit der Mannschaft, seit der Saison 2006/07 drittstärkste in den Meisterschaften, belegte sie mehrmals den dritten Platz.

### Nationalmannschaft
Cvernová debütierte als Nationalspielerin für den FAČR in der U19-Nationalmannschaft, die am 28. September 2006 in Sarajevo das zweite Spiel der EM-Qualifikationsgruppe 11 gegen die U19-Nationalmannschaft Belarus’ mit 3:1 gewann; sie wurde in der 83. Minute für Šárka Holečková eingewechselt. Für die angestrebte Teilnahme an der vom 7. bis zum 19. Juli 2008 in Frankreich anstehenden Europameisterschaft kam sie für ihre Mannschaft in jeweils drei Spielen der 1. und 2. Qualifikationsrunde zum Einsatz. Am 21. und 23. März 2008 bestritt sie zwei in Freundschaft ausgetragene Länderspiele gegen die Schweizer U19-Nationalmannschaft, die jeweils in Nymburk mit 3:1 gewonnen und mit 0:1 verloren wurden; im ersten Vergleich gelang ihr mit dem Treffer zum 2:1 in der 56. Minute ihr erstes Länderspieltor. Für die vom 13. bis zum 25. Juli 2009 in Belarus anstehenden Europameisterschaft wurde sie zuvor in allen drei Spielen der 1. Qualifikationsrunde in der Gruppe 6 eingesetzt.
Am 20. März 2009 debütierte sie in der A-Nationalmannschaft, die sich in Čejkovice u Hodonína im Freundschaftsspiel von der Nationalmannschaft Sloweniens torlos trennte. Am 26. und 28. November 2010 kam sie in zwei Vergleichen mit der Nationalmannschaft Ungarns zum Einsatz. Im ersten Vergleich in Győr, der mit dem 4:3-Sieg abgeschlossen wurde, erzielte sie mit dem Treffer zur 2:0-Führung in der 47. Minute ihr erstes A-Länderspieltor; der zweite Vergleich wurde in Lanžhot hingegen mit 1:2 verloren. Zwei weitere Freundschaftsspiele am 3. Juni und am 21. August 2011, in denen sie mitwirkte, wurden gegen die Nationalmannschaften Nigerias und Sloweniens in Kössen und Senec jeweils mit 0:1 verloren. Auch ihre letzten beiden in Freundschaft ausgetragenen Länderspiele wurden verloren (0:4 vs. Polen am 22. Juni 2013 in Trzebnica, 0:2 vs. Frankreich am 20. September 2013 in Bondoufle). Zudem kam sie im vierten und achten Spiel der EM-Qualifikationsgruppe 7 und im ersten und zweiten Spiel der WM-Qualifikationsgruppe 2 zum Einsatz. Mit der Mannschaft nahm sie auch am Turnier um den Slavic Cup 2013 auf der kroatischen Halbinsel Istrien teil, bestritt beide Spiele der Gruppe B (im ersten, beim 1:1-Unentschieden gegen die Nationalmannschaft Kroatiens, erzielte sie die 1:0-Führung in der 32. Minute) und abschließend das Finale am 11. März in Rovinj, dass jedoch gegen die Nationalmannschaft Russlands mit 2:4 verloren wurde – wenn auch erst im Elfmeterschießen. Mit dem ersten und dritten Spiel der Gruppe C im Turnier um den Zypern-Cup 2015 (2:2 vs. Belgien, 0:1 vs. Südafrika; jeweils in Paralimni) endete ihre Länderspielkarriere.

## Erfolge
- Slavic-Cup Finalist 2013